# Michel Macedo (futebolista)
Michel Macedo Rocha Machado (Rio de Janeiro, 15 de fevereiro de 1990), mais conhecido como Michel ou Michel Macedo, é um futebolista brasileiro que atua como lateral-direito. Atualmente, joga no Paysandu.

## Carreira

### Botafogo
Michel começou sua carreira esportiva aos 7 anos de idade, nas categorias de base do Botafogo.

### Flamengo
No ano de 2005, em uma partida contra o Flamengo, chamou a atenção da comissão técnica do rubro-negro, e se transferiu para a equipe juvenil do clube.

### Almería
Após três anos no Flamengo, sem ter feito uma partida sequer pelo time profissional, Michel foi contratado pelo Almería, assinando um contrato com duração de sete anos com o clube espanhol.[carece de fontes?] Michel fez sua estreia pelo clube no dia 16 de novembro de 2008, na vitória por 2 a 1 sobre o Mallorca.
Michel tornou-se titular da equipe na temporada 2009/2010, por intermédio do seu então treinador, Hugo Sánchez.

### Atlético Mineiro
No dia 19 de julho de 2012, Michel foi anunciado como novo reforço do Atlético Mineiro. O jogador foi emprestado pelo Almería por um ano, até o dia 30 de junho de 2013. Estreou pelo clube no dia 24 de março de 2013, em um jogo contra o Nacional, em Patos de Minas, válido pelo Campeonato Mineiro. No dia 30 de junho de 2013, foi anunciada a renovação de seu empréstimo ao Atlético por mais um ano. No dia 24 de julho de 2013 foi titular na final da Taça Libertadores da América pelo Atlético Mineiro que se sagrou campeão.

### Corinthians
No dia 8 de outubro de 2018, foi anunciado como reforço do Sport Clube Corinthians Paulista para a temporada 2019.
Fez a sua estreia, com a camisa do clube paulista, no dia 24 de fevereiro de 2019, em uma vitória por 1-0, contra o Botafogo-SP, no Estádio Santa Cruz, pelo Campeonato Paulista 2019. Marcou seu primeiro gol, pelo alvinegro paulista, no dia 9 de novembro de 2019, em um empate por 1-1, contra o Palmeiras, no Pacaembu, pelo Campeonato Brasileiro 2019.
No dia 24 de fevereiro de 2021, foi anunciada a sua saída do elenco do clube paulista.

### Juventude
No dia 21 de abril de 2021, foi emprestado para o Juventude até o final da temporada.

### Ceará
Em 22 de dezembro de 2021, acertou sua contratação com o Ceará por dois anos.

## Seleção Brasileira
Michel teve passagens pelas Seleções Sub-17 e Sub-19 do Brasil. Pela Sub-17, disputou o Mundial e os Jogos Pan-Americanos, ambos em 2007. Já pela Sub-19, disputou a Copa do Mediterrâneo, na Espanha.

## Vida Pessoal
Michel Macedo é casado com a dançarina, cantora e modelo Andressa Soares, a Mulher Melancia. 

## Títulos
Atlético Mineiro
- Campeonato Mineiro: 2013
- Copa Libertadores da América: 2013[13]

Corinthians
- Campeonato Paulista: 2019

Ceará
- Copa do Nordeste: 2023

Paysandu
- Campeonato Paraense: 2024
- Copa Verde: 2024